# Bad Marienberg
Bad Marienberg es un municipio situado en el distrito de Westerwald, en el estado federado de Renania-Palatinado (Alemania). Su población estimada a finales de 2016 era de 5877 habitantes.
Se encuentra ubicado al noreste del estado, cerca de la orilla derecha del río Rin, de la orilla norte del río Lahn y de la frontera con el estado de Hesse.

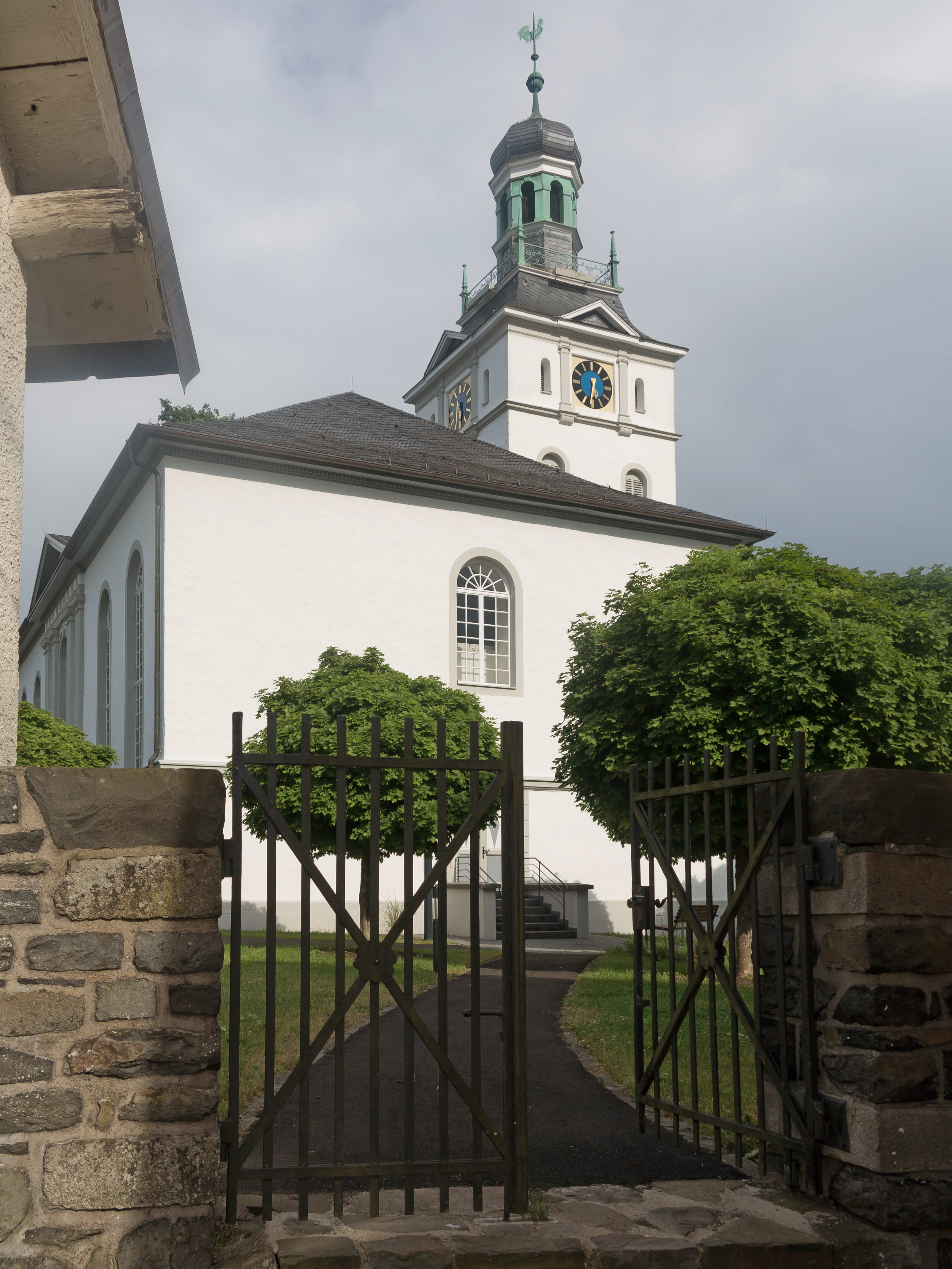
Bad Marienberg, la iglesia protestante